# Newark and Sherwood
Newark and Sherwood ist ein District in der Grafschaft Nottinghamshire in England. Verwaltungssitz ist die Stadt Newark-on-Trent. Weitere bedeutende Orte sind Bilsthorpe, Blidworth, Clipstone, Ollerton, Rainworth und Southwell.
Der Bezirk wurde am 1. April 1974 gebildet und entstand aus der Fusion des Municipal Borough Newark sowie der Rural Districts Newark und Southwell.
Koordinaten: 53° 6′ N, 0° 57′ W